# مجلة علمية محكمة
المجلة العلمية المُحَكَّمَة عبارة عن دورية علمية تنشر أبحاثاً متخصصة في مجال محدد بعد أن تقوم بتحكيم هذه الأبحاث من قبل عدد من المتخصصين في نفس المجال، وتعتبر هذه المجلات المنصة الأولى التي يستخدمها الباحثون عادة لنشر آخر ما توصلوا له من نتائج أو لانتقاد ومناقشة نتائج الأبحاث التي نشرت سابقاً، وتختلف نوعية الأبحاث المنشورة في مجلات العلوم الحياتية وطريقة تناولها للمواضيع الجديدة عن تلك المنشورة في مجلات العلوم الاجتماعية والإنسانية على سبيل المثال.

## عملية التحكيم
يتضمن العرف الأكاديمي قيام الباحث بمراسلة إحدى المجلات العلمية المحكمة عند كتابته لبحث ما حتى تقوم المجلة بنشره، وعند استلام المجلة لهذا البحث يقوم المحرر بمراجعة سريعة له ليقرر الاستمرار في عملية نشر البحث أو رفضه ابتداءً، ثم تبدأ بعدها عملية التحكيم، فيقوم المحرر باختيار ومخاطبة عدد من الباحثين المتخصصين في موضوع البحث المراد نشره، ويقوم كل باحث بتقييم البحث وكتابة تقرير مبسط عنه يوضح فيه رأيه في قيمته العلمية وطريقة عرضه، ثم يستخدم المحرر هذه التقييمات ليتخذ قراراً بنشر البحث أو رده، وربما يطلب من الباحث القيام ببعض التعديلات ثم يجيز البحث للنشر، وقد تختلف سياسة التحكيم من مجلة لأخرى، فتختلف أعداد المحكمين وطريقة اختيارهم في كل مجلة، وتقوم بعض المجلات بإطلاع المحكمين على شخصية كاتب البحث بينما تقوم مجلات أخرى بإخفائه، كما تختلف شدة المعايير في قبول الأبحاث والقيمة العلمية المطلوبة في البحث المنشور من مجلة لأخرى، وتتباين أيضاً الفترة التي تحتاجها المجلة ليمر البحث بجميع مراحل النشر والتحكيم من يوم استلامه، إلا أنه في العادة ما تكون الفترة طويلة نوعاً ما.
وتعتبر عملية التحكيم هذه عملية ضرورية لضمان جودة الأبحاث العلمية المنشورة والتأكد من صحة المعلومات الواردة فيها، وهو أمر لا بد منه حتى يستطيع الباحثون الاعتماد على ما سبق من الأبحاث وتكوين تراكمية بحثية تسمح للمجال العلمي أن يتقدم للأمام.

## القيمة الاعتبارية
تستمد المجلات العلمية المحكمة قيمتها الاعتبارية عبر الزمن، وعادة ما تشتهر بضع مجلات معينة في كل تخصص أكاديمي بشكل أكبر من غيرها فتستقبل عدداً أكبر من طلبات نشر البحوث وتكون انتقائية في قبول الأبحاث بشكل أكبر من غيرها، مما يمكنها من الحفاظ على سمعتها ومكانتها في مجالها العلمي، إلا أن هذا لا يعني أبداً أنه من الضروري أن تكون المجلات الأقل شهرة ذات قيمة علمية أقل أو معايير أضعف في اختيار الأبحاث.
ويعتبر معامل التأثير من أكثر المقاييس الكمية استخداماً عند المفاضلة والمقارنة بين المجلات العلمية المحكمة، خاصة في مجال العلوم الحياتية والتطبيقية، ويقيس معامل التأثير أهمية المجلات بمراقبة عدد المرات التي تم الاستشهاد فيها بأبحاث هذه المجلات خلال أخر عامين، كما توجد أيضاً مقاييس أخرى يمكن استخدامها كمؤشرات على أهمية المجلات العلمية المحكمة، كعدد المرات التي تستشهد الأبحاث فيها بالأبحاث المنشورة في المجلة منذ نشأتها، والمدة الزمنية التي تستغرقها الأبحاث حتى تبدأ الأبحاث الأخرى بالاستشهاد بها، ومتوسط عمر البحث الذي تتوقف بعده الأبحاث عن الاستشهاد به، وتقوم بعض المؤسسات - كمؤسسة تومسون رويترز مثلاً - بحساب مثل هذه المقاييس في كل تخصص من التخصصات الأكاديمية وترتيب المجلات حسب ذلك، إلا أن الكثير من التساؤلات تحوم حول جدوى مثل هذه المقاييس وقدرتها على قياس أهمية المجلات العلمية.

## مجلات علمية محكمة عربية
توجد هناك العديد من المجلات العلمية المحكمة المنتشرة عالميا ولكن المحتوى البحثي العربي لم يحضى بتلك الفرصة للانتشار عالميا لقلة دور النشر أو المجلات العلمية المحكمة عربيا المفهرسة في مواقع البحث العلمي عالميا وفيما يلي أفضل المجلات العلمية المحكمة العربية :

### مجلة iasj
مجلة الطب الكندي وهي مجلة علمية محكمة في المجال الطبي صادرة عن جامعة بغداد في العراق تصدر باللغة الإنجليزية وتعتبر من المجلات العلمية المحكمة في الجانب الطبي على المستوى العربي.

### مجلة AJRSP
المجلة الأكاديمية للأبحاث والنشر العلمي (AJRSP) هي مجلة دولية علمية محكمة دورية، تنشر المجلة الابحاث العلمية والدراسات البحثية في مختلف التخصصات والمجالات، وبشكل دوري كل شهر من قبل لجنة التحكيم في المجلة .كما ان المجلة الاكاديمية تمتلك معامل تأثير عالي 6.2 . وفق الفهرسة العالمية للمجلات العلمية الدولية.

### مجلة جامعة الملك عبد العزيز للهندسة
وهي مجلة متخصصة في العلوم الهندسية تتبع مركز النشر العلمي في جامعة الملك عبد العزيز وتعتبر هذه المجلة من أقوى المجلات العلمية المحكمة في النشر العلمي للعلوم الهندسية.

### مجلة الخليج العربي للبحوث العلمية
تعنى مجلة الخليج العربي للبحوث العلمية بنشر البحوث المبتكرة في العلوم الأساسية والتطبيقية وخاصة ما يتعلق منها بمنطقة الخليج العربي. وتحافظ المجلة على المستوى الرفيع للبحوث التي تنشر فيها وذلك عن طريق عرضها على محكمين ذوي كفاءة في موضوع البحث.

### مجلة JJP
المجلة الأردنية للفيزياء (JJP) هي مجلة دولية لاستعراض الأقران أنشأتها لجنة البحوث العليا، وزارة التعليم العالي والبحث العلمي الأردنية، وتنشر مرتين في السنة من قبل عمادة البحث والدراسات العليا في جامعة اليرموك في مدينة إربد .

## النشر
المجلات العلمية في الغالب هي مجلات غير ربحية، تنضوي عادة تحت مظلة جامعة أو مؤسسة أكاديمية أو بحثية، وتطلب من الباحث في كثير من الأحيان دفع بعض تكاليف الطبع والنشر، كما أنها قد تقبل أحياناً بنشر بعض المواد الإعلانية لتغطية جزءاً التكاليف، وعادة ما يكون طاقم التحرير في المجلة من أساتذة الجامعة والباحثين الغير متفرغين تماماً للعمل في التحرير، إلا أنه كثيراً ما تسند الأمور الإدارية والتنسيقية لموظفين متفرغين.

## تطورات جديدة
أحدث الإنترنت ثورة في عملية إنتاج وتوزيع المجلات العلمية وفي سهولة الوصول إليها، فقد أصبح بالإمكان توفير محتويات هذه المجلات بشكل رقمي عن طريق اشتراكات تقوم بها المكتبات والمؤسسات الأكاديمية، كما قد سهلت محركات البحث - كجوجل سكولار مثلاً - عملية الوصول للأبحاث بشكل كبير، وقد علت في الآونة الأخيرة الأصوات المنادية بنشر الأبحاث العلمية بشكل شخصي على مواقع الباحثين أنفسهم حتى يسهل الوصول لها دون دفع رسوم، أو حتى بنشرها في أي من المجلات العلمية التي توفر جميع محتويات أعدادها بشكل مجاني على شبكة الإنترنت (أنظر الوصول الحر)، إلا أن مثل هذه المجلات ما زالت قليلة وتواجدها محدود في بعض تخصصات العلوم التطبيقية والحياتية، وتحاول العديد من المجلات العلمية التجارية في الوقت الحالي وضع تصور لطريقة تمكنهم من توفير المحتوى العلمية بشكل مجاني دون التأثير على هامش الربح في نفس الوقت .